# 引佐町栃窪
引佐町栃窪（いなさちょうとちくぼ）は静岡県浜松市浜名区の大字。住居表示未実施。

## 地理
浜松市浜名区の中西部、引佐地区の中南部に位置する。東で引佐町井伊谷・引佐町黒渕・引佐町横尾、西で引佐町奥山、南で細江町小野、北で引佐町田畑と接する。

### 河川
- 神宮寺川

## 歴史

### 沿革
- 1889年（明治22年）4月1日 - 町村制が施行される。引佐郡栃窪村外5村が合併し、奥山村となる[書籍 1]。旧村名は奥山村の大字として残る[WEB 7]。
- 1955年（昭和30年）5月1日 - 引佐町・伊平村・奥山村・鎮玉村が新設合併し、引佐町となる[書籍 2]。
- 2005年（平成17年）7月1日 – 引佐町外10市町村が浜松市に編入される。大字栃窪から引佐町栃窪へ住所表記が変更となる。
- 2007年（平成19年）4月1日 - 浜松市が政令指定都市となる。引佐町栃窪は北区の一部となる。
- 2024年（令和6年）1月1日 - 浜松市の行政区再編により、引佐町栃窪は浜名区の一部となる。

## 施設
- 臨済宗方広寺派 慈眼寺
- 六所神社

## 交通

### バス
- 遠鉄バス45奥山線：（浜松駅 方面 - ）栃窪 - 竜ヶ岩洞入口（ - 奥山 方面）
- 浜松市自主運行バス（平日昼1便のみ運行）：（奥山 方面 →）竜ヶ岩洞入口 → 栃窪（ → 気賀駅前 方面）
- 浜松市引佐地域バス（いなさみどりバス）なおとら線（事前予約制、月・水・金・土曜のみ運行（祝日・振替休日・年末年始は運休））

### 道路
- 愛知県道392号・静岡県道303号新城引佐線
- 浜松市道引佐奥山小野線（奥浜名オレンジロード）

## その他

### 学区
小学校・中学校の学区は以下の通りである。
- 浜松市立奥山小学校
- 浜松市立引佐南部中学校

### 警察
警察の管轄区域は以下の通りである。
| 番・番地等 | 警察署     | 交番・駐在所 |
| ---------- | ---------- | ------------ |
| 全域       | 細江警察署 | 引佐町交番   |

### 消防
消防の管轄区域は以下の通りである。
| 番・番地等 | 消防署   | 本署/出張所 |
| ---------- | -------- | ----------- |
| 全域       | 北消防署 | 引佐出張所  |

### 書籍
1. ↑  『引佐町史 下巻』引佐町、1993年3月31日、306,308頁。
2. ↑  『引佐町史 下巻』引佐町、1993年3月31日、731-738頁。

### WEB
1. ↑  “h02_22.csv”.   総務省 (2022年2月10日). 2024年8月18日閲覧。
2. ↑  “静岡県浜松市北区引佐町栃窪 (221350290)｜国勢調査町丁・字等別境界データセット”.   人文学オープンデータ共同利用センター. 2024年10月22日閲覧。
3. ↑  “静岡県 浜松市浜名区 引佐町栃窪の郵便番号 - 日本郵便”.   日本郵便. 2024年8月18日閲覧。
4. ↑  “市外局番の一覧”.   総務省 (2022年3月1日). 2024年8月18日閲覧。
5. ↑  “事業所案内及び管轄地域（事務所3件、分室3件）”.   一般社団法人静岡県自動車会議所. 2024年8月18日閲覧。
6. ↑  “住居表示実施状況／浜松市”.   浜松市 (2024年1月4日). 2024年8月18日閲覧。
7. ↑  “解説ページ”.   株式会社エア. 2024年10月15日閲覧。
8. ↑  “学校名から探す／浜松市”.   浜松市 (2024年1月1日). 2024年8月18日閲覧。
9. ↑  “引佐町交番｜静岡県警察”.   静岡県警察 (2024年1月1日). 2024年8月18日閲覧。
10. ↑  “消防署の町別管轄「い」／浜松市”.   浜松市 (2020年3月25日). 2024年8月18日閲覧。